# Musik på esperanto
Musik på esperanto finns både i original och översatt från andra språk. Ett av de viktigaste musikförlagen för esperantisk musik är idag Vinilkosmo.

## Esperantisk originalmusik
Flera band med svenska medlemmar har givit internationella konserter. Den ursprungligen svensk-danska gruppen Amplifiki som bildades 1982 hade 1986 fått ytterligare musiker från Västtyskland och sångerskor från Frankrike. De gav ut eller medverkade i sju album mellan 1986 och 1996. Stockholmsgruppen Persone som spelade "gitarrpop" och bland annat uppträdde inför 6 000 åhörare vid esperantos hundraårsjubileum på världskongressen i Warszawa 1987, har givit ut fem låtsamlingar på band eller skiva. En av gruppens mest kända schlager är den melankolisk-ironiska sången Sola ("Ensam"). Stockholmaren Bertil Wennergren, numera Bertilo, ledamot i Akademio de Esperanto och bosatt i Korea, var med i både Persone och Amplifiki. Namnet Persone är en ordlek; som uppslagsord betyder det "personligen", som sammansatt ord (per'son'e) betyder det "med hjälp av ljud". Även Amplifiki är ett slags ordlek: ej esperantotalande västeuropéer kan tro att namnet har någonting att göra med ljudförstärkning, men sammansättningen am'pli'fiki betyder ordagrant "kärlek-mer-knulla". 
På 1990-talet bosatte sig esperantiska visartister med ryska och kazakiska rötter i Sverige. Makarna Berce har en rik esperantisk, rysk och även fransk repertoar. Paret Ĵomart kaj Nataŝa uppträder ofta med egna kompositioner på världskongresser och andra esperantoevenemang. 
Gruppen La Perdita Generacio, "Den förlorade generationen", som bildats på 2000-talet, har en varierande sammansättning på mellan tre och tolv personer, med kärnan i Härnösand. En annan nutida nordisk musikgrupp är Esperanto Desperado från Köpenhamn, som spelar dragspelsrock, ska (en föregångare till calypso) med mera och vars ledare Kim Henriksen var med i Amplifiki. Brasilien är numera det musikaliskt kanske mest produktiva esperantolandet.
Med början 1986 i Uppsala har Kultura Esperanto-Festivalo (KEF) hållits i nordiska länder ungefär vart tredje år.

## Översatta sånger
Översättningar av populära sånger till esperanto förekommer i stor mängd från många språk. Den första svenska visboken på esperanto, med 16 folkvisor och 14 sånger med kända författare, gavs ut i Sala år 1908. Sveda poemaro (1954) innehåller 74 kända svenska dikter översatta av Magda Carlsson, varav många blivit omtyckta sånger på svenska och följaktligen sjunges även på esperanto. Andra flitiga översättare mellan och efter världskrigen var Ernfrid Malmgren (länge ordförande för Svenska Esperanto-Förbundet) och Sven Alexandersson (Salex). Bland mest översatta svenska 1900-talspoeter återfinns Evert Taube, Dan Andersson, Edith Södergran, Nils Ferlin och Allan Edwall.
För närvarande pågår ett försök att samla in alla översättningar av sånger från nordiska länder till esperanto i projektet Norda Kantaro. Våren 2011 passerade antalet insamlade sånger 850, men antalet översättningar är större. Enstaka sånger, såsom "Uti vår hage", Julia Nybergs "Vårvindar friska", Karlfeldts "Svarta Rudolf" och Tove Janssons "Höstvisa", har översatts tre gånger av olika personer.
Det är anmärkningsvärt hur ofta en översättning till esperanto nästan ordagrant följer texten på originalspråket och ändå lyckas fånga både rytmen och rimföljden, så att det blir god poesi. Detta torde bero på esperantos oerhörda smidighet och formbarhet, där man lättvindigt kan kasta om ordföljder och "knåpa med" grammatiska uttryck för att nå avsedd verkan. Här är ett exempel, en folkvisa från Västerdalarna med täta rim, i översättning av Martin Strid:
| Svensk text                     | Översättning till esperanto | Ordagrant åter till svenska        |
| Allt vad vi på jorden äge       | Ĉio kion ni posedas         | Allt vad vi äger                   |
| det är blott förgänglighet      | estas nura efemer'          | är blott förgänglighet             |
| Allt vad vi här älskat pläge    | Ĉio kion amo pledas         | Allt som kärlek vädjar             |
| det är blott fåfänglighet       | estas vana sur la ter'      | är fåfängt på jorden               |
| Som en ström vår tid förrinner  | Ronĝa kuro, tempo pasas     | Ett gnagande lopp, tid går         |
| som en dröm vårt liv försvinner | Sonĝa nur, nin vivo lasas   | Drömligt blott, oss liv lämnar     |
| men på denna vansklighet        | sed post tiu ĉi kavern'     | men efter denna håla               |
| följer själens evighet.         | sekvos por anim' etern'     | kommer att följa för själ evighet. |

Översättningens trohet mot originalet ser man om man jämför originaltexten med den ordagranna återöversättningen.